# Freyella mortenseni
Freyella mortenseni är en sjöstjärneart som beskrevs av Madsen 1956. Freyella mortenseni ingår i släktet Freyella och familjen Freyellidae. Inga underarter finns listade i Catalogue of Life.